# ساموئل بنفیلد استیل
ساموئل بنفیلد استیل (انگلیسی: Sam Steele; ۵ ژانویهٔ ۱۸۴۸ – ۳۰ ژانویهٔ ۱۹۱۹) سرباز و افسر پلیس اهل کانادا بود.